# Heliconius aurora
Heliconius aurora är en fjärilsart som beskrevs av Bates 1862. Heliconius aurora ingår i släktet Heliconius och familjen praktfjärilar. Inga underarter finns listade i Catalogue of Life.